# Tumulus van Borgworm

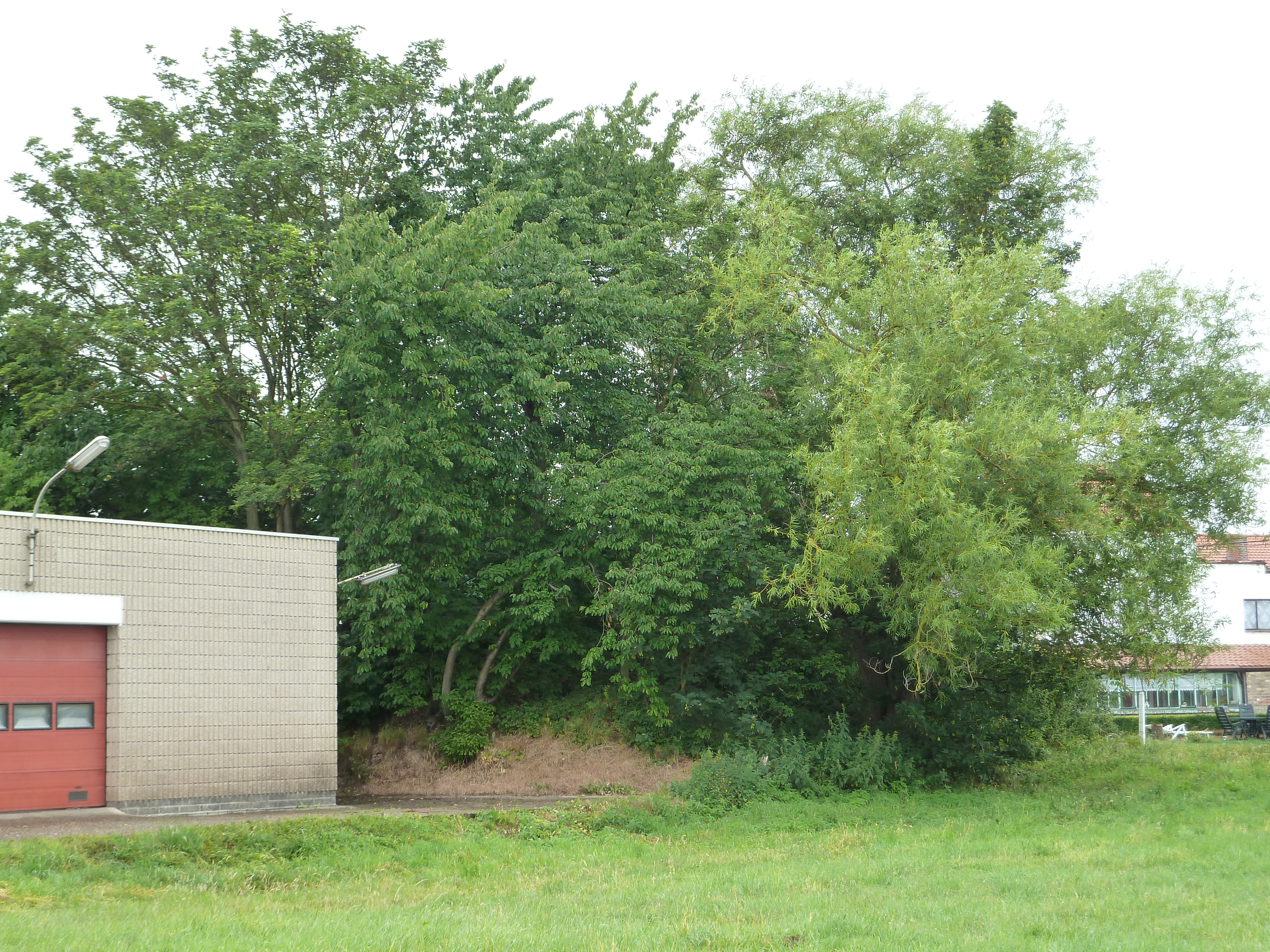
Tumulus van Borgworm

De Tumulus van Borgworm of La Plate Tombe is een Gallo-Romeinse grafheuvel in Borgworm in de Belgische provincie Luik. De heuvel ligt aan de zuidkant van Borgworm vlak bij de oude Romeinse weg van Tongeren naar Bavay. Thans ligt hier de N69 die lokaal de naam Chaussée Romaine draagt.